# Religiones iranias

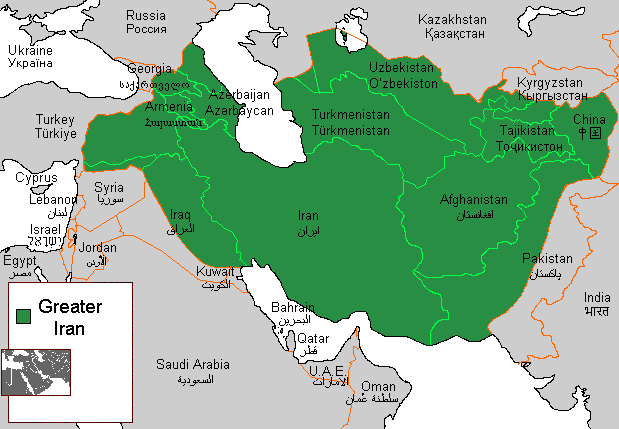
Mapa con una interpretación maximalista del Gran Irán. Geográfica y culturalmente, el Gran Irán puede incluir toda la meseta iraní, y extenderse hasta Asia Central (Bactria) y el Hindukush al noreste y Afganistán y Pakistán Occidental en el sureste y hasta Siria Oriental y el Cáucaso al noroeste.

Las religiones o movimientos religiosos conocidos en historiografía y antropología como religiones iranias han surgido o se han desarrollado fundamentalmente en el Gran Irán, región habitada principalmente por gente que habla diferentes lenguas iranias y que está caracterizada por un substrato cultural iraní.

## Antigüedad
- Religión protoindoirania
- Zoroastrismo
- Zurvanismo o Zervanismo: A finales del período aqueménida, el zoroastrismo también fue evidente como zurvanismo (zoroastrismo zurvanita), un dualismo monista que tuvo seguimiento en fechas tan tardías como en el período sasánida.
- Mitraísmo: ampliamente difundida por Asia Menor y en la Roma bajoimperial, se centra en la adoración del dios Mitra en forma de un culto mistérico que gozó de especial popularidad en los estamentos militares del Imperio y que sería objeto de sincretismo con otras religiones solares monoteístas, compitiendo con el cristianismo en sus primeros años.
- Mandeísmo: Un monoteísmo gnóstico, como muy tarde, del siglo I, observó el Mandā d-Heyyi ("El conocimiento de la vida"). La teología mandeísta se basa más en una herencia común que en cualquier otro conjunto de creencias y doctrinas religiosas.
- Maniqueísmo: Un gnosticismo diteísta del siglo III que pudo haber sido influenciado por el mandeísmo. Los maniqueos creían en un "Padre de Grandeza" (en arameo, Abbā dəRabbūṯā, en persa, pīd ī wuzurgīh) y le consideraban la mayor deidad de la luz.
- Mazdakismo: Un gnosticismo protosocialista de finales del siglo V/principios del siglo VI que pretendía acabar con la propiedad privada.

## Edad Media
- El período islámico temprano vio el desarrollo del misticismo persa, una interpretación tradicional de la existencia, la vida y el amor con el monoteísmo sufí perso-islámico como su aspecto práctico. Este desarrollo creía en una percepción directa de la verdad espiritual (Dios), mediante prácticas místicas basadas en el amor divino.
- Jurramitas, movimiento religioso y político del siglo IX basado en las enseñanzas del siglo VIII de Sunbadh, que predicó un sincretismo del Islam chiita y el zoroastrismo. Bajo Babak Jorramdin, el movimiento buscaba la redistribución de la riqueza privada y la abolición del Islam.
- Behafaridianos, movimiento de culto del siglo VIII al autoproclamado profeta Behafarid. Aunque se considera que el movimiento tenía sus orígenes en el zoroastrismo, Behafarid y sus seguidores fueron ejecutados por acusaciones de zoroastrianos e islámicos.
- Yarsan, una orden religiosa del Yazdanismo, que se cree fue fundada en el siglo XVI. El yazdanismo promulgó la creencia en un dios manifestado como uno principal y seis avatares secundarios para formar con él los "Siete Santos".

## Edad Moderna
- Babismo, religión monoteísta de mediados del siglo XIX, fundada por Báb, que fue precursora de la Fe Bahá'í.
- Fe Bahá'í, emergente religión monoteísta fundada por Bahá'u'lláh, un exiliado persa del siglo XIX.